# Iabluniv, Muncaci
Iabluniv (în ucraineană Яблунів) este localitatea de reședință a comunei Iabluniv din raionul Muncaci, regiunea Transcarpatia, Ucraina.

## Demografie
Componența lingvistică a localității Iabluniv
     Ucraineană (99,37%)
     Alte limbi (0,63%)
Conform recensământului din 2001, majoritatea populației localității Iabluniv era vorbitoare de ucraineană (99,37%), existând în minoritate și vorbitori de alte limbi.